# Bugie (Massimo Pericolo)
Bugie è un singolo del rapper italiano Massimo Pericolo, pubblicato il 19 febbraio 2021 come secondo estratto dal secondo album in studio Solo tutto.

## Descrizione
Prodotto da Crookers, il brano tratta tematiche già affrontate precedentemente dal rapper, quali le falle del potere giudiziario, i rapporti parentali, il confronto intergenerazionale, la corruzione politica, le criticità del sistema dell'informazione, la fama e l'utilizzo della rete sociale.

## Promozione
Bugie è stato anticipato dallo stesso Massimo Pericolo attraverso il proprio canale di Twitch.tv il 16 febbraio e subito dopo mediante un post su Instagram. È stato distribuito per il download digitale e lo streaming il 19 febbraio e nel canvas del brano su Spotify viene raffigurato un calendario con la data 26 marzo cerchiata, corrispondente alla data di pubblicazione dell'album di appartenenza Solo tutto.

## Video musicale
Il video, diretto da Alberto Rubino e Matteo Aldeni di Labzero, è stato reso disponibile il 25 febbraio 2021 attraverso il canale YouTube del rapper.

## Tracce
Testi di Alessandro Vanetti e Francesco Barbaglia, musiche di Crookers.
1. Bugie – 3:49

## Classifiche
| Classifica (2021) | Posizione massima |
| ----------------- | ----------------- |
| Italia            | 28                |